# Chiesa di Santa Maria Lauretana (Brione sopra Minusio)
La chiesa parrocchiale di Santa Maria Lauretana è un edificio religioso tardobarocco che si trova a Brione sopra Minusio.

## Storia
La chiesa fu costruita prima del 1559 forse al posto di un oratorio precedente. La prima menzione risale appunto al 1559, quando fu consacrata. Il suo aspetto, tuttavia, risale alle modifiche dei secoli successivi, principalmente a quelle del XVII secolo e all'ampliamento del 1704. Fra il 1712 e il 1714, inoltre, negli interni fu realizzata la volta. L'ultimo intervento risale invece al XIX secolo, quando - con un progetto forse affidato a Giovanni Battista Giacometti - furono realizzati il coro, di forma semicircolare, e uno pseudotransetto. Quest'ultima modifica, iniziata nel 1868, si concluse nel 1872.
Nel corso del 2014 l'edificio ha subito un importante intervento di restauro conservativo che ha permesso di riportare gli affreschi del Vanoni allo splendore originario. L'intervento all'edificio ha altresì permesso di ricostruire il tetto in piode ormai da anni al collasso e di sostituire l'altare, ora in marmo bluette satinato, che pone l'arredo sacro della chiesa in sintonia con le norme del Concilio Vaticano II.

## Organo
Il primo organo della chiesa è stato realizzato nel 1909, ad opera dell'organaro varesino Giorgio Maroni. L'organo è collocato in cantoria sopra al portale di ingresso principale della chiesa, entro una cassa lignea indipendente dalla struttura muraria. La facciata è composta da 31 canne in stagno con bocche a scudo disposte a cuspide con ali e collocate entro un'unica campata.
Nel corso degli interventi all'edificio iniziati nel 2014 l'organo, divenuto ormai muto a causa delle condizioni in cui versava, è stato smontato completamente per un restauro. Durante l'intervento ad opera di Ilic Colzani si è poi deciso di ampliare lo strumento con l'aggiunta di un secondo manuale e di alcuni altri registri. L'organo, completato nel 2017 è stato inaugurato dall'organista titolare della Cattedrale di Notre-Dame di Parigi Olivier Latry.
La disposizione fonica dell'organo, completato nel 2017, integra la parte originaria del Maroni costituita dal Grand'Organo con un nuovo organo espressivo per un totale di 1430 canne. Sull'organo vengono regolarmente tenuti importanti concerti con ospiti internazionali dall'Associazione degli Amici dell'Organo di Locarno. Nel corso degli anni si sono fra gli altri Yves Castagnet, Thomas Ospital, Alessio Corti e altri celebri nomi del panorama musicale organistico.
Lo strumento si arricchisce nuovamente nel 2020 con nuovi registri e diverse migliorie alle parti originarie del 1909.
La disposizione attuale, a seguito degli interventi del 2017 e del 2020 è la seguente:
| Prima tastiera - Grand'Organo |        |
| Bordone                       | 16'    |
| Principale                    | 16'    |
| Principale                    | 8'     |
| Salicionale                   | 8'     |
| Bordone                       | 8'     |
| Flauto                        | 8'     |
| Flauto                        | 4'     |
| Ottava                        | 4'     |
| Duodecima                     | 2.2/3' |
| Decimaquinta                  | 2'     |
| Ripieno grave                 | 2 file |
| Ripieno acuto                 | 2 file |
| Cornetto                      | 2 file |
| Tromba                        | 8'     |

| Seconda tastiera - Recitativo |     |
| Bordone                       | 8'  |
| Flauto armonico               | 8'  |
| Gamba                         | 8'  |
| Voce celeste                  | 8'  |
| Flauto ottaviante             | 4'  |
| Ottavino                      | 2'  |
| Bombarda                      | 16' |
| Tromba armonica               | 8'  |
| Clarone armonico              | 4'  |
| Tromba armonica II            | 8'  |
| Oboe                          | 8'  |
| Voix Humaine                  | 8'  |
| Tremolo                       |     |

| Pedale                  |     |
| Acustico                | 32' |
| Contrabbasso            | 16' |
| Subbasso                | 16' |
| Basso                   | 8'  |
| Bordone (dal GO)        | 8'  |
| Controbombarda Acustica | 32' |
| Bombarda                | 16' |
| Bombarda (dal REC)      | 16' |
| Tromba (dal REC)        | 8'  |
| Clarone (dal REC)       | 4'  |

| Unioni  |     |
| II - I  |     |
| II - I  | 16' |
| II - I  | 4'  |
| II - II | 16' |
| II - II | 4'  |
| I - P   |     |
| II - P  |     |
| II - P  | 16' |